# Katia Longhin
Katia Longhin, née le 3 décembre 1973 à Padoue, est une coureuse cycliste italienne, professionnelle de 2000 à 2007.

## Palmarès sur route[1]

### Palmarès par années
- 1994
  - 3e de Trofeo Alfredo Binda-Comune di Cittiglio
- 1995
  - 8e étape du Tour d'Italie féminin
- 1997
  - 2e de Gran Premio della Liberazione PINK
- 2001
  - 2e du championnat d'Italie sur route
  - G.P. Citta di Castenaso
  - 2e de Gran Premio della Liberazione PINK
- 2002
  - Tour de Roumanie
  - 2e du championnat d'Italie sur route
- 2003
  - 7e étape du Tour d'Italie féminin
  - 3e du championnat d'Italie sur route
- 2004
  - Grand Prix de Saint-Marin
  - 1er étape de Emakumeen Euskal Bira
  - 2e et 5e étapes du Trophée d'or féminin
  - 10e de la Coupe du monde sur route
- 2005
  - 2e de Trofeo Alfredo Binda-Comune di Cittiglio
- 2006
  - 3e de Trofeo Alfredo Binda-Comune di Cittiglio